# Α-ゼアラレノール
α-ゼアラレノール（英: α-Zearalenol）は、フザリウム属に見られるマイコエストロゲンに関連するResorcylic acid lactonesに属する非ステロイド性エストロゲンである。β-ゼアラレノールのα-エピマーである。β-ゼアラレノールとともに、ゼアラレノンの主要代謝産物であり、主に肝臓で生成されるが、初回通過効果により腸でもわずかに生成される 。ヒトではゼアラレノンの代謝物は、β-ゼアラレノールはα-ゼアラレノールよりも少ない。α-ゼアラレノールはゼアラレノンに比べ、エストロゲンとして約3～4倍活性がある。

## 関連記事
- タレラノール (β-ゼアララノール)
- ゼラノール (α-ゼアララノール)
- ゼアララノン